# Gnomibidion flavum
Gnomibidion flavum là một loài bọ cánh cứng trong họ Cerambycidae.